# Беатриса Прованская
Беатриса Прованская (фр. Béatrice de Provence; ок. 1229 –  — 23 сентября 1267, Ночера) — графиня Прованса и Форкалькье с 1246, младшая дочь Раймунда Беренгера IV (V), графа Прованса, и Беатрисы Савойской, жена Карла I Анжуйского.

## Биография
У неё были 3 старшие сестры, из которых Маргарита в 1234 году вышла замуж за старшего брата Карла, короля Франции Людовика IX Святого, Элеонора — в 1236 году за короля Англии Генриха III, а Санча — в 1243 году за младшего брата Генриха III, Ричарда Корнуэльского, ставшего в будущем королём Германии. У Раймунда Беренгера не было сыновей, поэтому он по феодальному обычаю был должен разделить свои владения между всеми дочерьми. Однако он, считая, что старшие дочери достаточно вознаграждены богатым приданым, и не желая дробить свои владения, завещал все свои земли Беатрисе. Поскольку приданое не было выплачено до конца, то старшие дочери посчитали себя обделенными. Кроме того, на часть наследства претендовала мать Беатрисы, Беатриса Савойская.
Первоначально на руку Беатрисы, ставшей очень выгодной невестой, претендовал король Арагона Хайме I, желавший вернуть Прованс во владение своего дома. Но под влиянием Франции папа римский Иннокентий IV запретил этот брак. Также на её руку претендовали король Германии Конрад IV Гогенштауфен и граф Тулузы Раймунд VII. Но в итоге в 1245 году вдовствующая королева Франции Бланка Кастильская договорилась о браке между Беатрисой и своим младшим сыном Карлом I Анжуйским. При этом было оговорено, что Прованс не должен был перейти к королю Франции: если бы у Беатрисы не было детей, то Прованс должна была унаследовать её сестра Санча, а после неё наследником был король Арагона.
Брак был заключён в Экс-ан-Провансе 31 января 1246 года. При этом Карл, привёзший вместе с собой юристов и счетоводов, был настроен взять управление на себя, не считаясь с местной знатью, получившей при прежних графах множество привилегий. Его действия вызвали яростное сопротивление знати, к которой присоединилась и Беатриса Савойская, мать Беатрисы, претендовавшая на графство Форкалькье. Только к 1256 году Карлу удалось наладить порядок в графстве.
Беатриса везде сопровождала своего мужа. При этом у неё были очень натянутые отношения с остальными сёстрами, особенно с Маргаритой, королевой Франции, которая её публично оскорбляла, отказываясь сидеть за одним столом. Однако Беатриса не давала сестре повода к вторжению в Прованс.
Папы римские довольно долго уже вели борьбу с представителями дома Гогенштауфенов за Сицилийское королевство. В 1258 году королём Сицилии стал незаконный сын императора Фридриха II Манфред. Желая сместить Манфреда, папы искали правителя, который мог бы завоевать королевство. В итоге выбор пал на Карла Анжуйского. В 1265 году Карл был провозглашён королём Сицилии. Перед тем, как приступить к завоеванию королевства, он вместе с Беатрисой отправился в Рим, где 6 января 1266 года папа Климент IV торжественно их короновал как короля и королеву Сицилии.
20 января Карл со всеми силами выступил на завоевание Сицилийского королевства. 26 февраля около Беневента состоялась битва с армией, возглавляемой Манфредом. В результате армия Манфреда была разбита, а сам он убит. 7 марта Карл торжественно въехал в Неаполь, ставший столицей его королевства.
Однако уже 23 сентября 1267 года Беатриса умерла в Ночере.

## Брак и дети
Муж: с 31 января 1246 года (Экс-ан-Прованс) Карл I Анжуйский (21 марта 1227 — 7 января 1285), король Сицилии в 1266—1282, Неаполя с 1266, граф Анжу и Мэна с 1246, граф Прованса и Форкалькье с 1246, титулярный король Иерусалима с 1277, король Албании с 1272, князь Ахейский с 1278.
- Людовик (1248—1248)
- Бланка (1250—1269); муж: с 1265 Роберт III де Дампьер (1249—1322), граф Фландрии
- Беатриса (1252—1275); муж: с 15 октября 1273 Филипп де Куртене (1243 — 15.12.1283), титулярный император Латинской империи;
- Карл II Хромой (1254 — 06 мая 1309), король Неаполя с 1285, граф Анжу, Мэна, Прованса и Форкалькье с 1285
- Филипп (1256 — 1 января 1277), князь Ахейский; жена: с 1271 Изабелла де Виллардуэн (1263—1312), княгиня Ахейская и Морейская, титулярная королева Фессалоник.
- Роберт (1258—1265) ;
- Изабелла (Елизавета, Мария) (1261—1300); муж: Ласло IV (1262—1290), король Венгрии с 1272